# Antoine Furetière
Antoine Furetière (født 28. december 1619, død 14. maj 1688) var en fransk akademiker, præst, forfatter og leksikograf. Furetières første arbejde var poesies (1655), efterfulgt af fabler, morales et nouvelles (1671), og det interessante satirisk sædeskildring Le roman bourgeois (1666).